# سد شبروح

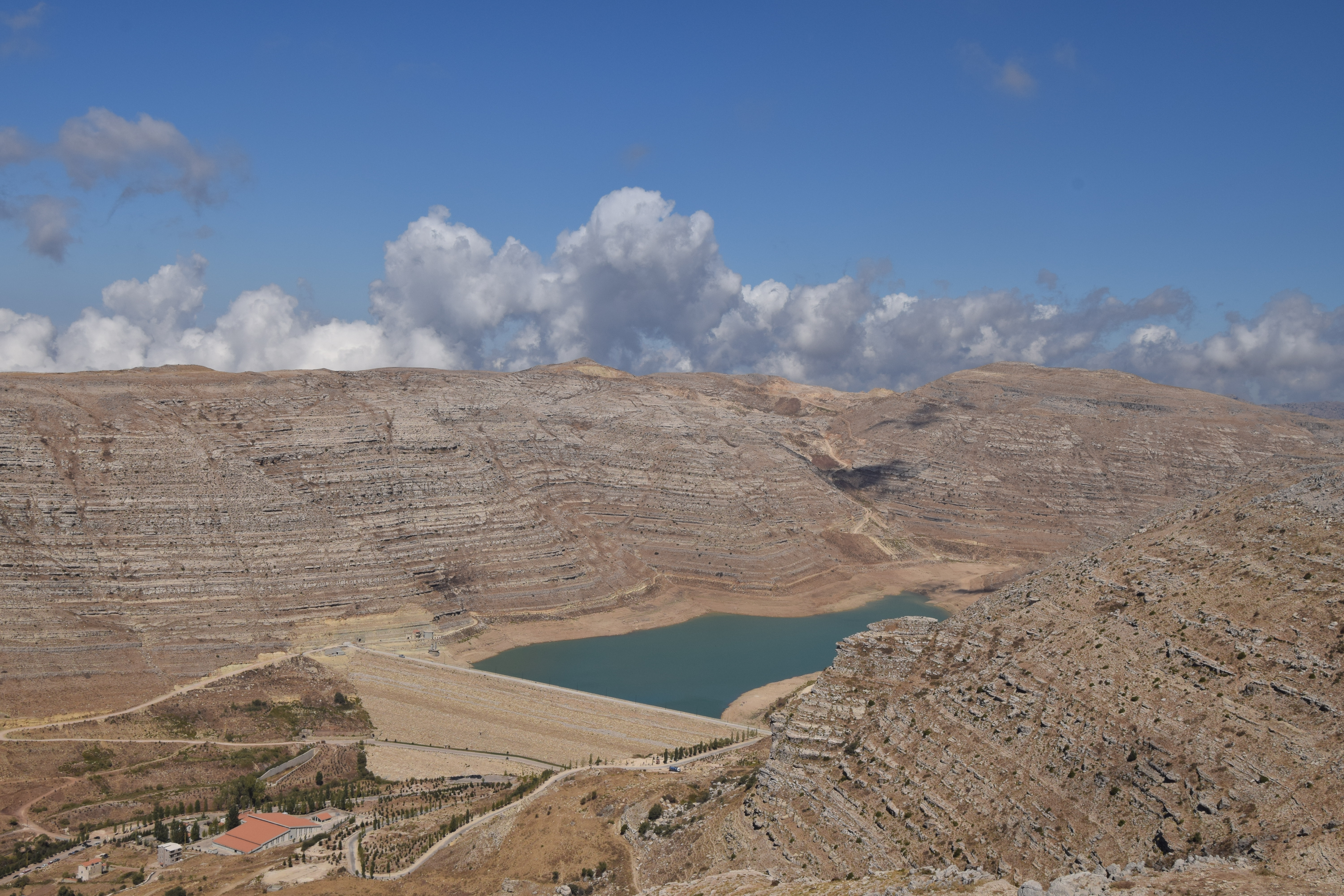
صورة لسد شبروح في فاريا في لبنان بتاريخ 1 تشرين الأول 2017

سد شبروح ويعرف أيضًا باسم سد فاريا - شبروح يقع أعلى قرية فاريا في لبنان على بعد 40 كم شمال شرق بيروت، وقد تم تدشينه في عام 2007. يبلغ ارتفاع السد 63 متراً، وتبلغ سعة الخزان حوالي 8 ملايين متر مكعب، ويبلغ طوله حوالي 1300 متر.
يقع السد في ريف  لبنان وتحيط به الأراضي الزراعية. تمتد الأراضي الزراعية أسفل سد فاريا - شبروح الذي تستخدم مياهه لري الأراضي مما يوفر موردا أساسيا لآلاف الأشخاص في القرى أسفل منه.

## بناء السد
يقع سد شبروح على نهر وادي شبروح في فاريا على بعد حوالي 40 كم شمال شرق بيروت. سيوفر هذا المشروع مياه الشرب خلال فصل الصيف لقضاء كسروان  الذي يقطن فيه حوالي 250،000 نسمة. السد عبارة عن سد صخري له واجهات بيتومينية بأقصى ارتفاع مقداره 65 مترًا ، ويبلغ ارتفاعه الكلي 470 مترًا على ارتفاع 1618 مترًا فوق مستوى سطح البحر وحجمه يصل إلى 1500000 متر مكعب. منحدرات المنبع والمصب هي 1V: 1.7H، وتبلغ المساحة الإجمالية للبلاط البيتومينيني 37000 متر مربع ويبلغ سمكها الإجمالي 22 سم (طبقتان 6 سم وقاعدة 10 سم). السد مقسم إلى ثماني مناطق من المواد بالإضافة إلى المرشحات والمصارف. طاحونة الصخور موجودة في موقعين على بعد حوالي 5 كم من موقع السد. المنطقة الأولى (1800-1860) عبارة عن مزيج من  الحجر الجيري الصلب (فوق 1840) والحجر الجيري الطباشيري المستخدم في مواد السد 3B و 3BE. المنطقة الثانية عبارة عن تشكيل من الحجر الجيري شديد الصلابة يستخدم في المجاميع الخرسانية والمواد 2A ، 2B ، 3A ، 4 وأنظمة التصريف. أظهر اختبار الطبقات الذي تم إجراؤه باستخدام مادة التعبئة 3B أنه بعد الضغط  كانت النسبة المئوية للغرامات أكبر من المتوقع مع Kh / Kv = 100. أدت هذه النتائج إلى بناء مدخنة تصريف تقع على بعد 45 مترًا من الوجه العلوي للجسر بهدف التحكم في جميع التسربات المحتملة وتوجيه المياه نحو المصارف الأفقية للجسر. تم بناء السد على مراحل مع مراعاة أن الموقع كان مغطى بالثلوج خلال 4 أشهر على الأقل من العام. تأخر انحراف مجرى المياه من أجل إنهاء نفق الانحراف. وفي الوقت نفسه، كانت الأعمال تجري على الجوانب اليمنى واليسرى بشكل منفصل.

## الوصف
يتكون المشروع من بناء العناصر الثلاثة التالية:

### السد (lot 1)
يقع الموقع على بعد 40 كم شمال شرق بيروت. سد شبروح عبارة عن سد صخري يحمل المواصفات التالية:
- سعة التخزين: 9 مليون متر مكعب
- قمة مستوى: 1618 م
- طول القمة: 470 م
- عرض القمة: 10 م
- أقصى ارتفاع: 63 م
- أقصى عرض: 200 م
- المنحدر المنبع: 1.7 / 1
- منحدر المصب: 1.7 / 1
- ارتفاع منسوب المياه: 1615
- حجم الركام:  1،550،000متر مكعب
- إجمالي حجم الحفر في الهواء الطلق: 710,000 متر مكعب
- إجمالي حجم الحفر تحت الأرض: 28000 متر مكعب
- مساحة الوجه الخرساني: 30،750 م مربع
- سمك الوجه ملموسة: 40 سم
- خرسانة تحت الأرض: 12،400 م مكعب
- الخرسانة المرشوشة: 3000 متر مكعب
- إجمالي طول فتحات الحشو: 60,000 م (أقصى عمق للفتحة 90 م)
- الطول الكلي لمعرض الصرف الصحي: 500 م

يتكون تصميم حوض المياه من بئر يبلغ قطرها 11.2 مترًا وارتفاعها 50 مترًا يرتفع عند 1615 مترًا، ونفق يبلغ قطره 4.5 مترًا ويبلغ طوله 410 مترًا ينتهي بواسطة ممر مائي.
يتكون بناء المخرج من بئر يبلغ قطرها 7.20 مترًا وارتفاعها 50 مترًا عند ارتفاع 1618 مترًا ونفقًا على شكل D يبلغ ارتفاعه 3 أمتار وطوله 145 مترًا وخط التقريب بطول 800 مم وطول 480 مترًا بأربعة صمامات فراشة DN 700.

### خط الإضافة (lot 2)
يتكون من 5190 م من الأنابيب بقطر 1000 ملم من نبع اللبن إلى خزان شبروح. ويمر عبر بئر يبلغ قطرها 2.7 مترًا وارتفاعًا 60 مترًا، ونفقًا طوله 660 مترًا بارتفاع 3 أمتار على شكل حرف D.

### محطة معالجة المياه (lot 3)
تتألف من محطة لمعالجة مياه الشرب بطاقة 60000 متر مكعب في اليوم، بما في ذلك نظام تهوية المياه وسلسلة المعالجة وخزان المياه المعالجة والمباني الإدارية.